# Вибори до Луганської обласної ради 2010
Вибори до Луганської обласної ради 2010 — вибори до Луганської обласної ради, що пройшли 31 жовтня 2010 року. Вибори пройшли за змішаною системою. 62 депутатів було обрано за пропорційною виборчою системою з 3%-овим виборчим бар'єром, а іще 62 було обрано у мажоритарних округах.

## Виборча кампанія
Територіальною виборчою комісією було зареєстровано 26 виборчих списків від політичних партій, що взяли участь у цих виборах. 

## Результати виборів

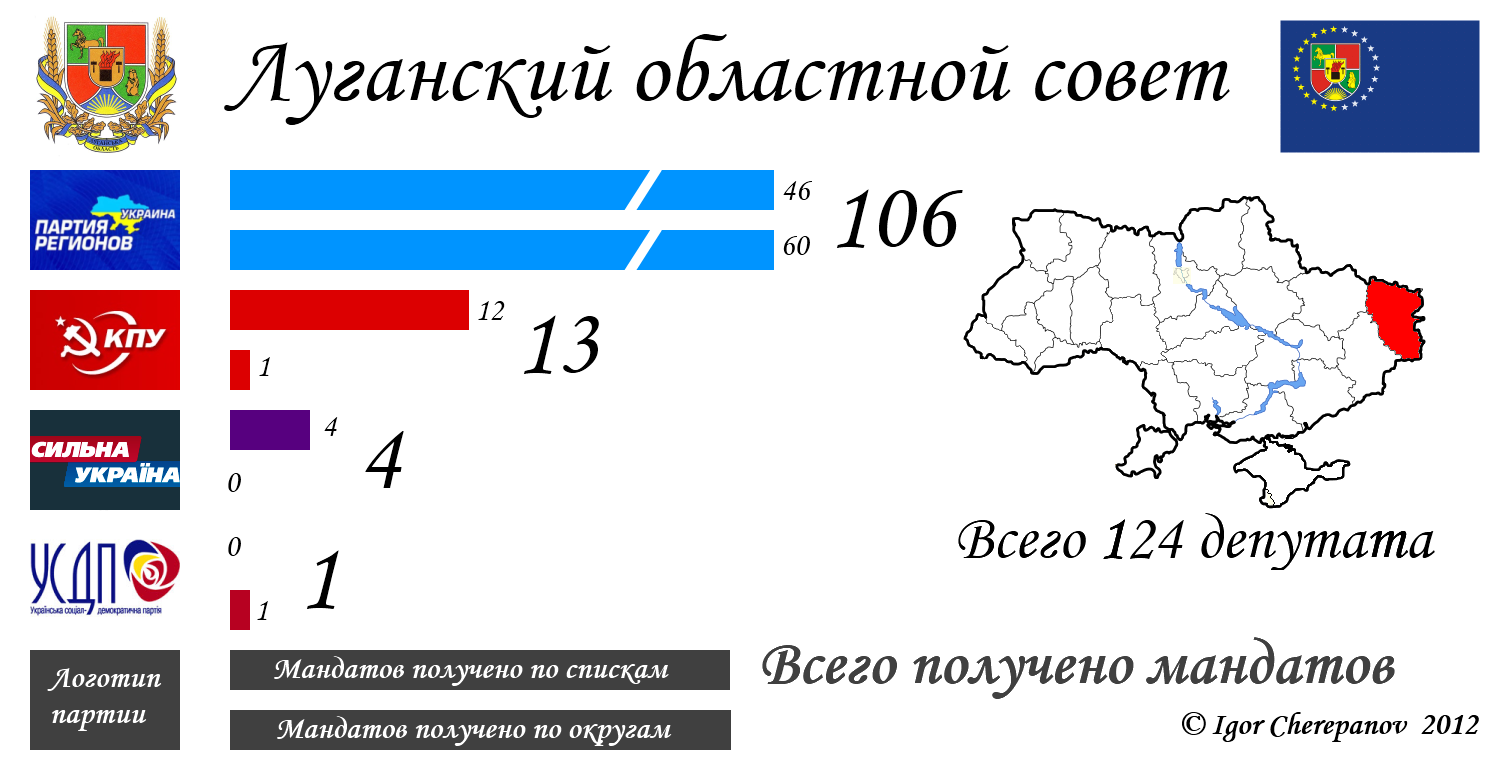
Результати виборів до Луганської обласної ради

### Голосування за списки партій
| №  | Партія чи блок                            | Голосів «За» | У %   | +/- відсотків у порівнянні з попередніми виборами | Місць |
| -- | ----------------------------------------- | ------------ | ----- | ------------------------------------------------- | ----- |
| 1  | Партія регіонів                           | 447 790      | 56,16 | -13,69                                            | 46    |
| 2  | Комуністична партія України               | 114 272      | 14,33 | +9,50                                             | 12    |
| 3  | Сильна Україна                            | 34 401       | 4,31  |                                                   | 4     |
| 4  | Фронт Змін                                | 17 663       | 2,22  |                                                   | 0     |
| 5  | ВО «Батьківщина»                          | 16 907       | 2,12  | -1,20                                             | 0     |
| 6  | Прогресивна соціалістична партія України  | 11 561       | 1,45  | -4,24                                             | 0     |
| 7  | Партія пенсіонерів України                | 9 730        | 1,22  |                                                   | 0     |
| 8  | Зелена партія України                     | 5 812        | 0,73  |                                                   | 0     |
| 9  | Соціалістична партія України              | 4 983        | 0,62  |                                                   | 0     |
| 10 | Союз лівих сил                            | 4 801        | 0,60  |                                                   | 0     |
| 11 | Народно-трудовий союз України             | 4 313        | 0,54  |                                                   | 0     |
| 12 | Нова політика                             | 3 979        | 0,50  |                                                   | 0     |
| 13 | Партія місцевого самоврядування           | 3 974        | 0,50  |                                                   | 0     |
| 14 | Народна партія                            | 3 167        | 0,40  |                                                   | 0     |
| 15 | Справедливість                            | 3 034        | 0,38  |                                                   | 0     |
| 16 | ВО «Свобода»                              | 2 835        | 0,36  |                                                   | 0     |
| 17 | Єдиний центр                              | 2 684        | 0,34  |                                                   | 0     |
| 18 | Козацька українська партія                | 2 440        | 0,31  |                                                   | 0     |
| 19 | Партія промисловців і підприємців України | 2 289        | 0,29  |                                                   | 0     |
| 20 | Християнсько-демократичний союз           | 2 124        | 0,27  |                                                   | 0     |
| 21 | Українська народна партія                 | 1 931        | 0,24  |                                                   | 0     |
| 22 | Українська соціал-демократична партія     | 1 654        | 0,21  |                                                   | 0     |
| 23 | Громадянська позиція                      | 1 278        | 0,16  |                                                   | 0     |
| 24 | Українська платформа                      | 994          | 0,12  |                                                   | 0     |
| 25 | Конгрес українських націоналістів         | 856          | 0,11  |                                                   | 0     |
| 26 | Українська партія                         | 658          | 0,08  |                                                   |       |
|    | Проти всіх                                | 71 701       | 8,99  | —                                                 | —     |
|    | Недійсні бюлетені                         | 19 530       | 2,45  | —                                                 | —     |
|    | В цілому (явка 43,84%)                    | 797 361      | 100%  |                                                   |       |

### Одномандатні округи
| № | Партія                                | Здобуто місць |
| - | ------------------------------------- | ------------- |
| 1 | Партія регіонів                       | 60            |
| 2 | Українська соціал-демократична партія | 1             |

### Загальні підсумки здобутих партіями місць
| № | Партія                                | Здобуто місць |
| - | ------------------------------------- | ------------- |
| 1 | Партія регіонів                       | 106           |
| 2 | Комуністична партія України           | 13            |
| 3 | Сильна Україна                        | 4             |
| 4 | Українська соціал-демократична партія | 1             |